# Solanka

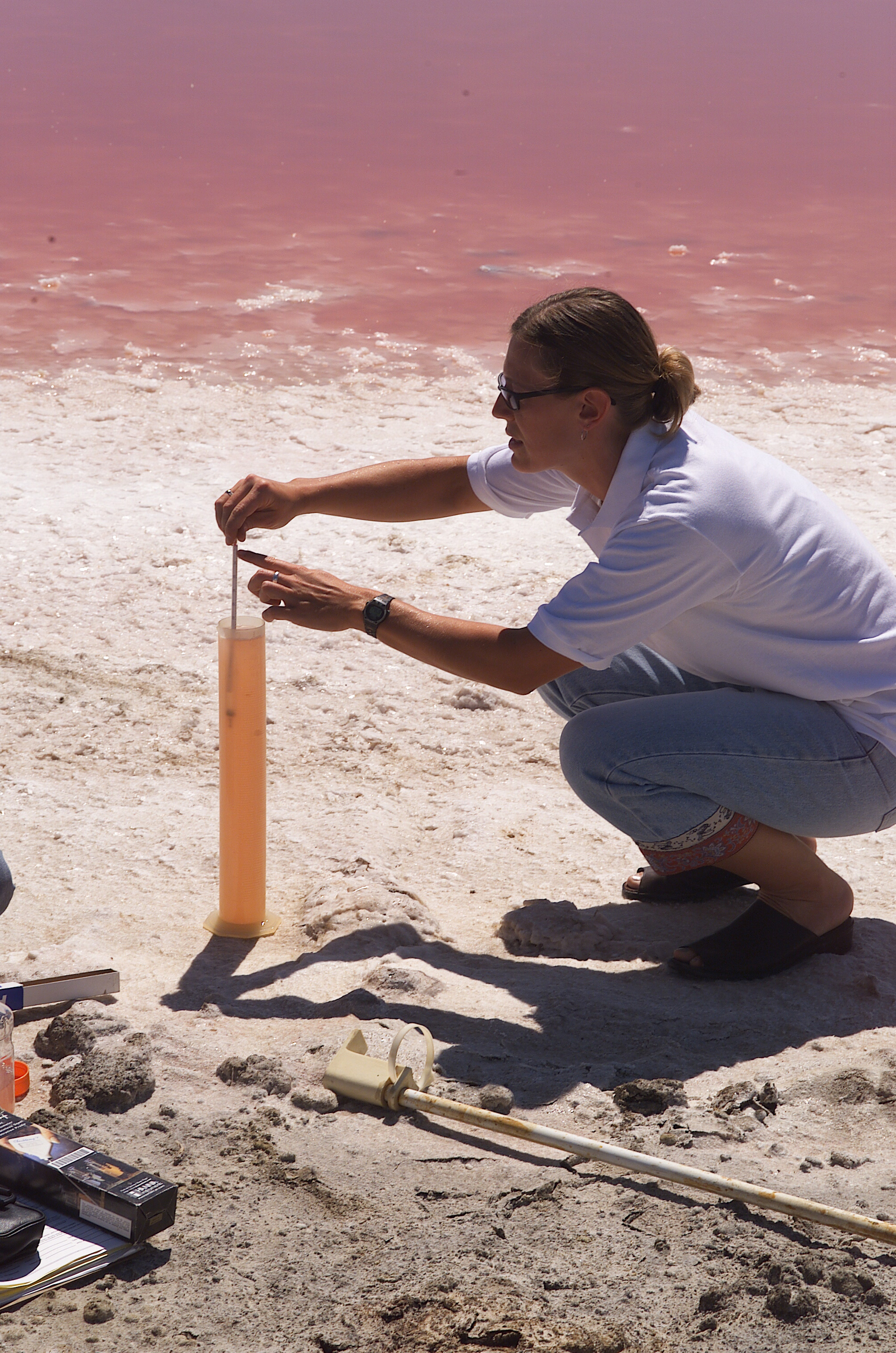
Měření koncentrace solanky pomocí hustoměru

Solanka je roztok anorganické soli, obvykle chloridu sodného, ve vodě. Koncentrace soli v tomto roztoku může být různá, od 3,5 %, což je obvyklá koncentrace mořské vody, nebo nejnižší koncentrace roztoků používaných pro nasolování potravin, až po 26 %, což je v chemii typická koncentrace nasyceného roztoku (v závislosti na teplotě).

## Použití
Solanka se v chemii používá mimo jiné i při potřebě teplot pod bodem mrazu.
Vlastností solanky se běžně používá při zimní údržbě silnic jako ochrany před namrzáním – buď se kropí roztokem soli, nebo roztok soli vzniká při posypu mletou solí (nejčastěji chloridem draselným, KCl).

## Historie
Traduje se, že teplota 0 °F (−17,78 °C) byla původně stanovena za základ Fahrenheitovy stupnice jakožto nejnižší hodnota, jíž dokázal Gabriel Fahrenheit hodnověrně dosáhnout zmrazováním solanky.